# گمینا شرودا شلانسکا
گمینا شرودا شلانسکا (به لهستانی:  Gmina Środa Śląska) یک گمینا در لهستان است که در شهرستان شرودا شلانسکا واقع شده‌است. گمینا شرودا شلانسکا ۲۱۴٫۹۳ کیلومتر مربع مساحت و ۱۹٬۰۷۶ نفر جمعیت دارد.